# ブリアンナ・ウ
ブリアンナ・ウ（Brianna Wu、1977年7月6日 - ）は、アメリカ合衆国のゲームクリエイター、プログラマ、政治家。ウェストバージニア州出身。夫はフランク・ウ。